# Ōtomo Yoshimune
Ōtomo Yoshimune (大友 義統?; 1558 – 1605) è stato un daimyō giapponese del periodo Sengoku, erede di Ōtomo Sōrin alla guida del clan Ōtomo.

## Biografia
Ôtomo Yoshimune era il figlio maggiore e successore di Ōtomo Sōrin come signore della provincia di Bungo. Sua madre era la moglie anticristiana di Sōrin, conosciuta oggi solo per l'epiteto dei gesuiti per lei, Jezebel.
Yoshimune succedette ufficialmente a suo padre Sōrin nel 1576 e autorizzò la campagna per scacciare il clan Shimazu dalla provincia di Hyūga. Dopo che l'esercito Ōtomo fu sconfitto nella battaglia di Mimigawa (1578), Yoshimune fu dovette mantenere l'ordine internamente al proprio clan data la presenza sempre più numerosa di vassalli ribelli. Approfittando della morte di Ryūzōji Takanobu per mano degli Shimazu, Yoshimune inviò un esercito nel territorio del clan Ryūzōji, anche se non ottenne i successi sperati. Quando gli Shimazu invasero la provincia di Bungo e Toyotomi Hideyoshi inviò un corpo di spedizione a Funai (guidato da Chōsokabe Motochika e Sengoku Hidehisa), Yoshimune, contro il consiglio dei Chōsokabe, insistette a scendere in campo per assediare il castello di Toshimitsu. Il risultato di questo avventato assedio fu la battaglia di Hetsugigawa del 1587, dove Yoshimune ed i suoi alleati furono sconfitti. Yoshimune fuggì di nuovo a Funai, che presto dovette abbandonare agli Shimazu. Dopo che l'armata principale di Hideyoshi invase l'isola di Kyūshū e sconfisse gli Shimazu, Yoshimune fu confermato come daimyō di Bungo. Condusse 6.000 uomini in Corea facenti parte dell'armata sotto la guida di Kuroda Nagamasa, ma mostrò vigliaccheria nei combattimenti intorno a Pyongyang: apprendendo che una considerevole forza cinese si stava spostando nell'area, Yoshimune ignorò la richiesta di aiuto di Konishi Yukinaga e si ritirò persino dalla campagna, evento che causò l'ira di Hideyoshi, il quale tolse le terre agli Ōtomo. 
Nel 1600 Yoshimune si schierò con Ishida Mitsunari durante la campagna di Sekigahara,e si scontrò con Kuroda Yoshitaka durante la battaglia di Ishigakibara; sconfitto e fatto prigioniero, Yoshimune fu esiliato nella provincia di Hitachi. 
Morì il 2 settembre 1605, come l'ultimo signore della famiglia Ōtomo. Yoshimune era stato battezzato nel 1574 come Costantino, ma non fu solidale con i missionari come il padre Sōrin. Suo figlio Yoshinobu (morto nel 1639) servì Tokugawa Ieyasu come semplice samurai e si distinse durante l'assedio di Osaka.